# La Brosse-Montceaux
La Brosse-Montceaux település Franciaországban, Seine-et-Marne megyében. Lakosainak száma 736 fő (2022. január 1.). La Brosse-Montceaux Villeneuve-la-Guyard, Barbey, Cannes-Écluse, Diant, Esmans, Marolles-sur-Seine és Montmachoux községekkel határos.

## Népesség
A település népességének változása:
| Lakosok száma | 769  | 787  | 812  | 773  | 752  | 730  | 721  | 730  | 736  |
|               | 2013 | 2015 | 2016 | 2017 | 2018 | 2019 | 2020 | 2021 | 2022 |